# Girolamo Amati (Philologe)
Girolamo Amati (* 13. Juni 1768 in Savignano di Romagna; † 15. April 1834 in Rom) war ein italienischer klassischer Philologe, Gräzist, Epigraphiker, Paläograph und Handschriftenkundler.

## Leben
Girolamo Amati wurde 1768 als Sohn des Sprachforschers Pasquale Amati (1726–1796) in Savignano di Romagna geboren. Er studierte Latein und Griechisch und wurde zum Scriptor der Vaticana bestellt, wo er sich vor allem um die Sichtung und Katalogisierung griechischer Schriften bemühte. Er setzte die Arbeit von Leone Allacci fort, der bereits drei Bände erstellt hatte, wobei er den dritten Band, der verloren gegangen war, zu rekonstruieren hatte.
1820 wurde er zum korrespondierenden Mitglied der Bayerischen Akademie der Wissenschaften ernannt.

## Schriften
- Insigne monumento de’ Tolomei di Egitto, recato in Roma da Alessandria; ed iscrizioni scoperte in Roma stessa e nello stato. In: Giornale Arcadico di Scienze, Lettere ed Arti. Band 14, 1822, S. 254–272.
- De Vita Josephi Garampii Cardinalis Commentarius. In: Mariano de Romanis: Bibliothecæ Josephi Garampii Cardinalis Catalogus. Band 1: Theologia. Mariano de Romanis, Rom 1796, S. 3–14.